# 奇鐵茲城
56°49′8.1″N 45°5′34.6″E / 56.818917°N 45.092944°E
基捷日城（俄語：Ки́теж）是一座傳說中的城市，位於俄羅斯中部下諾夫哥羅德州沃斯克列先斯科耶區斯韦特洛亚尔湖的湖底。 
「基捷日城」 這個名稱第一次出現於一本名為《基捷日編年史》的神秘書籍中。該書大約成於18世紀晚期，一般相信起源於東正教旧礼仪派。

## 傳說

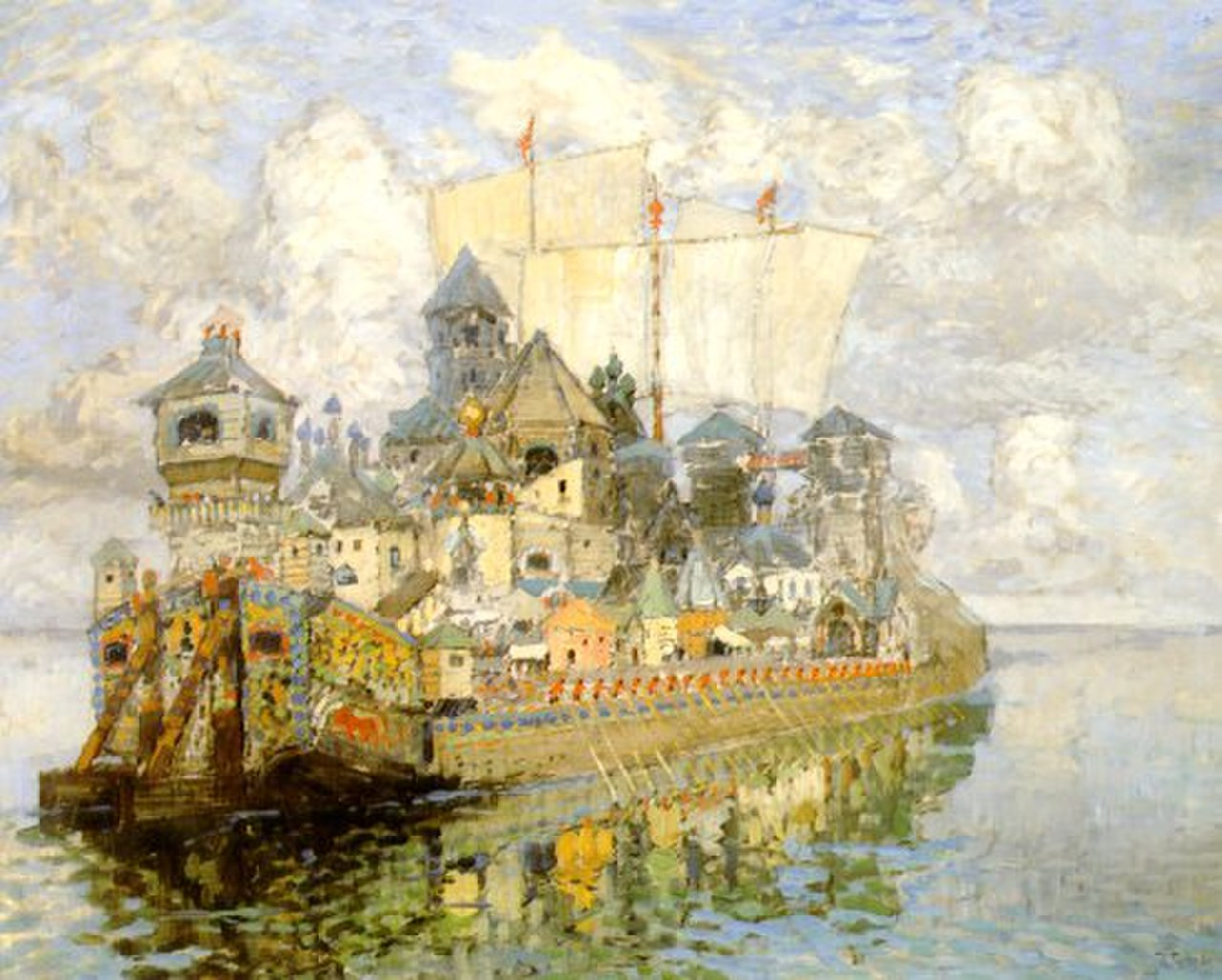
畫家康斯坦丁·戈尔巴托夫的畫作《匿蹤的基捷日城》，繪於1913年

根據傳說，伏拉迪米爾的大公尤里二世·弗謝沃洛多維奇最早於13世紀早期在伏爾加河上建立了小基捷日城。該城有時會被誤認為戈羅傑茨，不過兩者事實上相去甚遠；戈羅傑茨的建城時間比尤里二世·弗謝沃洛多維奇的出生時間（1189年）還要早了大約30年。稍後，尤里二世·弗謝沃洛多維奇渡過了烏佐拉河、桑達河以及克爾熱涅茨河，並在斯韦特洛亚尔湖的沿岸找到了一處絕美的地點。尤里二世當下便決定要在該地點建造大基捷日城。根據語源學推斷，基捷日城的名字很可能來自於一處名為基杰克沙的皇居（鄰近蘇茲達爾）。該皇居於1237年遭到蒙古人洗劫。德裔俄國語言學家馬克斯·法斯麦尔認為該城的名字相當「晦暗不明」。
在征服了一部分俄羅斯的領土後，拔都聽聞了有關基捷日城的故事，並命令他的軍隊往該城前進。蒙古人很快便攻克了小基捷日城，尤里大公被迫撤退至向大基捷日城延伸的一處樹林中。其中一位被俘擄的囚犯將通往斯韦特洛亚尔湖的秘密通道告訴了拔都。欽察汗國的軍隊依循著該名俘虜的指示，追到了基捷日城的城牆邊。不過，讓他們相當訝異的是，該城完全沒有任何防禦工事。城內的居民甚至沒有抵抗的意願；相反的，他們進行著狂熱的祈禱，並向上帝祈求救贖。看到這種景象後，蒙古人立刻展開攻擊，不過隨後卻見到其軍隊四周的地下冒出了大量的湧泉。蒙古人只得撤退，並眼睜睜的看著該城沉入水中。他們最後看到的景象是城內大教堂閃閃發光的穹頂，以及其上的十字架。 很快的，該城便完全沒入水中，徒留一波一波不息的湖水。
該傳說後來又衍生出許多流傳至今的謠言。據說只有心靈純潔的人才能找到通往基捷日城的路 （這條路至今依然被稱為「Батыева тропа」，意為拔都之徑）。另一則傳說則說風和日麗時，可以聽見斯韦特洛亚尔湖湖底傳來鐘聲以及人們的歌聲。另外也有人宣稱最虔誠的人們可以看見基捷日城內舉行十字行（крестный ход）所散射出來的光芒，甚至可以看到位於湖底的建築物。基於這個理由，斯韦特洛亚尔湖有時也被稱為「俄國亞特蘭提斯」。

## 藝術作品中的奇鐵茲城
- 林姆斯基-高沙可夫的歌劇《匿蹤的的奇鐵茲城以及費芙洛尼亞（英语：The Legend of the Invisible City of Kitezh and the Maiden Fevroniya）》（1907）是根據奇鐵茲城的傳說寫成的。
- 頗受讚譽的德國電影製片人韋納·荷索在他的短篇紀錄片《深處的鐘聲》中前往尋找奇鐵茲城。
- 奇鐵茲是英國女演員蒂妲·絲雲頓於電影我愛故我在（2009）中所飾演的角色艾瑪·列奇的幼年綽號。[2]
- 奇鐵茲城是電玩遊戲古墓奇兵：崛起（2015）中的故事主軸，中文版翻譯為 「基特城」。